# Іннерталь
Іннерталь (нім. Innerthal) — громада  в Швейцарії в кантоні Швіц, округ Марх.

## Географія
Громада розташована на відстані близько 115 км на схід від Берна, 22 км на північний схід від Швіца.
Іннерталь має площу 50,1 км², з яких на 0,6% дозволяється будівництво (житлове та будівництво доріг), 33,5% використовуються в сільськогосподарських цілях, 34,3% зайнято лісами, 31,6% не є продуктивними (річки, льодовики або гори).

## Демографія
2019 року в громаді мешкало 177 осіб (-11,1% порівняно з 2010 роком), іноземців було 3,4%. Густота населення становила 4 осіб/км².
За віковим діапазоном населення розподілялося таким чином: 17,5% — особи молодші 20 років, 59,9% — особи у віці 20—64 років, 22,6% — особи у віці 65 років та старші. Було 79 помешкань (у середньому 2,2 особи в помешканні).
Із загальної кількості 44 працюючих 8 було зайнятих в первинному секторі, 0 — в обробній промисловості, 36 — в галузі послуг.